# 野口征恒
野口 征恒（のぐち まさつね、1965年〈昭和40年〉10月9日 - ）は、日本の男性アニメーター、キャラクターデザイナー。千葉県出身。スタジオM2所属。

## 概要
カナメプロダクション退社後、エルフ、レッド・エンタテインメント等に所属。多数のアニメ・ゲーム作品に携わる。2014年ごろまでは遊技機向けアニメ制作を中心に活動。2015年以降はアニメTVシリーズ、MV、CM等へ活動の幅を広げている。
ちばてつや原作『風のように』参加よりエクラアニマル作品を多く手がける。『あしたのジョー』コレクターとして、TV番組、書籍、美術館等に協力。ファンサイト『SOUL OF JOE』管理人。

## 参加作品

### テレビアニメ
2015年
- 暗殺教室（作画監督）
- ミリオンドール（原画）

2017年
- サクラクエスト（作画監督）
- ひとりじめマイヒーロー（作画監督）
- 賭ケグルイ（原画）
- DYNAMIC CHORD（作画監督）

2018年
- 宇宙戦艦ヤマト2202 愛の戦士たち（原画）
- オーバーロードII（原画）
- 新幹線変形ロボ シンカリオン（作画監督）
- 東京喰種トーキョーグール:re（作画監督）
- メガロボクス（原画）
- ひそねとまそたん（原画）
- ゴールデンカムイ（原画）
- BANANA FISH（原画）
- デュエル・マスターズ（作画監督）
- 爆釣バーハンター（作画監督）
- それいけ!アンパンマン（原画）

2019年
- ピアノの森（作画監督）
- MIX（原画）
- GRANBLUE FANTASY The Animation Season 2（作画監督・原画）

2020年
- メジャーセカンド（第2シリーズ OP原画）
- ハクション大魔王2020（キャラクターデザイン・総作画監督）
- 波よ聞いてくれ（作画監督）
- THE GOD OF HIGH SCHOOL ゴッド・オブ・ハイスクール（原画）
- 進撃の巨人 The Final Season（作画監督）
- 新幹線変形ロボ シンカリオンZ（原画）

2021年
- NOMAD メガロボクス2（原画・作画監督）
- カノジョも彼女（OP原画）
- トロピカル〜ジュ!プリキュア（原画）
- 境界戦機（作画監督）

2022年
- アキバ冥途戦争（作画監督）

2023年
- マイホームヒーロー（キャラクターデザイン）
- 女神のカフェテラス（2023年 - 2024年、キャラクターデザイン・OP総作画監督）

2024年
- ザ・ファブル（作画監督・OP原画）

2025年
- 小市民シリーズ（作画監督）
- 謎解きはディナーのあとで（作画監督）

### 劇場アニメ
- BIRTH（制作協力）
- 風のように（作画監督・原画）
- 宇宙戦艦ヤマト2202 愛の戦士たち（原画）
- 魔女見習いをさがして（原画）
- 映画 デリシャスパーティ♡プリキュア 夢みる♡お子さまランチ!（原画）
- アリスとテレスのまぼろし工場（作画監督）
- 小さなジャムとゴブリンのオップ（作画監督）[5]

### Webアニメ
- ケンガンアシュラ（絵コンテ）
- LUPIN ZERO（作画監督）
- 境界戦機 極鋼ノ装鬼（作画監督）
- PLUTO（作画監督・作監協力）

### ゲーム
- EVEシリーズ（キャラクターデザイン・絵コンテ・演出・原画）
- DESIRE 背徳の螺旋（絵コンテ・演出・ハーモニー処理）
- ドラゴンナイトシリーズ（ドットキャラ作成・CG監修）
- 同級生（ドットキャラ作成・CG監修）
- 殺しのドレス２（キャラクターデザイン・原画）
- FOXY（絵コンテ・原画）
- 家庭教師ヒットマンREBORN!　Let's暗殺!?狙われた１０代目!（原画）

### CM
- VOLTAGE　恋愛携帯アプリ『今夜アナタと眠りたい』（作画）
- ドモホルンリンクル『進化し続ける編』（キャラクター作画・作画監修・動画）
- ファントム オブ キル PR作画（作画監修）
- Hotto MottoBIGのり弁（特殊効果）

### MV（PV）
- さユり『ミカヅキ』：乱歩奇譚ED曲（原画）
- 安室奈美恵＆初音ミク『 B Who I Want 2 B feat. HATSUNE MIKU 』（２Dパート原画・作画監修）
- 吉川晃司『 Dance To The Future 』（CG処理）
- 九度山・真田ミュージアム真田十勇士アニメ（原画・作画監督）

### プラネタリウム映像
- しまじろう『しまじろうと月の妖精』（絵コンテ）

### 遊技機向けアニメ
- キャラクターデザイン・作画監督